# Delavan (Minnesota)
Delavan – miasto w Stanach Zjednoczonych, w stanie Minnesota, w hrabstwie Faribault.